# بيدرو ميرال
بيدرو مايرال (مواليد في بوينوس آيريس عام 1970)، هو كاتب وشاعر أرجنتيني. أصدر أكثر من عشرة كتب، من بينها رواية «المرأة من أوروغواي» التي فازت بجائزة تيغري خوان عام 2017. نشر ديوانه الشعري الأول عام 1996، وصدرت روايته الأولى: «ليلة مع سابرينا لوف» عام 1998 التي حازت جائزة «كلارين» المرموقة، وتحولت إلى فيلم عام 2000. تُرجمت أعماله إلى لغات عديدة ومنها العربية، واختير عام 2007 بين كتاب أمريكا اللاتينية الشباب الأشهر ضمن فعالية «بوغوتا 39».

## من مؤلفاته المترجمة للعربية
- رواية: «سالباتييرا».[3]
- رواية: «ليلة مع صابرينا».
- رواية: «السنة المفقودة».

## وصلات خارجية
بيدرو ميرال على موقع IMDb (الإنجليزية)